# Annette von Droste-Hülshoff
Annette von Droste-Hülshoff (10 de enero de 1797 - 25 de mayo de 1848) fue una escritora y poetisa alemana perteneciente a la corriente Biedermeier dentro del romanticismo alemán. Autora de baladas, poemas épicos y religiosos.

## Biografía
Nacida de una familia católica y aristocrática de Wesfalia. Tuvo una infancia y juventud enfermiza, al principio bajo los cuidados de su padre, y tras la muerte de este, los de su hermana mayor. Fue educada por profesores particulares y comenzó a escribir desde niña, pero no publicó hasta casi los 40 años de edad
Como consecuencia de una serie de viajes realizados en su juventud, se relacionó con algunos de los contemporáneos de su época, como Goethe o los hermanos Grimm, lo que le provoca una inquietud por escribir, a pesar de algunas críticas, empezó a escribir poemas.
Los últimos años de su vida los paso en el castillo de su hermano donde fue terminando alguna de sus últimas obras. Falleció el 24 de mayo de 1848 en el Castillo de Meersburg junto al Lago de Constanza, probablemente de una grave neumonía.

## Obras
Sus obras más importantes son: 
- Año espiritual. Ciclo de poemas
- Poemas con temas de la naturaleza 
  - Imágenes de la landa
  - El estanque
  - El niño en el pantano
- La represalia. Balada
- El haya del judío, subtitulada “Una pintura de costumbres de la Westfalia montañosa”.